# ماركوس باركر
ماركوس باركر (بالإنجليزية: Marcus Parker)‏ هو لاعب كرة القدم الكندية أمريكي، ولد في 18 مايو 1983 في دالاس في الولايات المتحدة.